# Ендокард
Ендокард је најдубљи слој ћелија у срцу који је знатно упоредив са ендотелом и који ограничава крвне судове. Слој је изграђен од танког ендотела који се лепи у унутрашњем делу миокарда и који се шири ван срца захваљујући путевима артерија и вена. Његов састав је због тога делимично састављен од влакна колагена. Ендокард се одваја од миокарда субендокардним слојем који се састоји од везивног ткива, нодалних ћелија као и спроводног система срца, где се налази важна васкуларизација срца.
Ендокард покрива миокард и знатно је већег волумена док мишићно ткиво обезбеђује контракцију срца. Спољни слој срца назива се перикард. 
Према истраживањима, доказано је да ендокард контролише рад и контракцију миокарда. Срчани ендотел контролише раст срца ембриона али и код одраслих током хипертрофије срца којљ означава задебљање срчаног мишића.

## Патологија ендокарда
- У случају срчаног удара, исхемија миокарда може утицати на ендокард узрокујући кидање спољних граница срца.
- У случају ендокардитиса, ендокард (поготову ендокард који граничи срчане залистке) може бити заражен бактеријама.